# Ройманн-плац (станція метро)

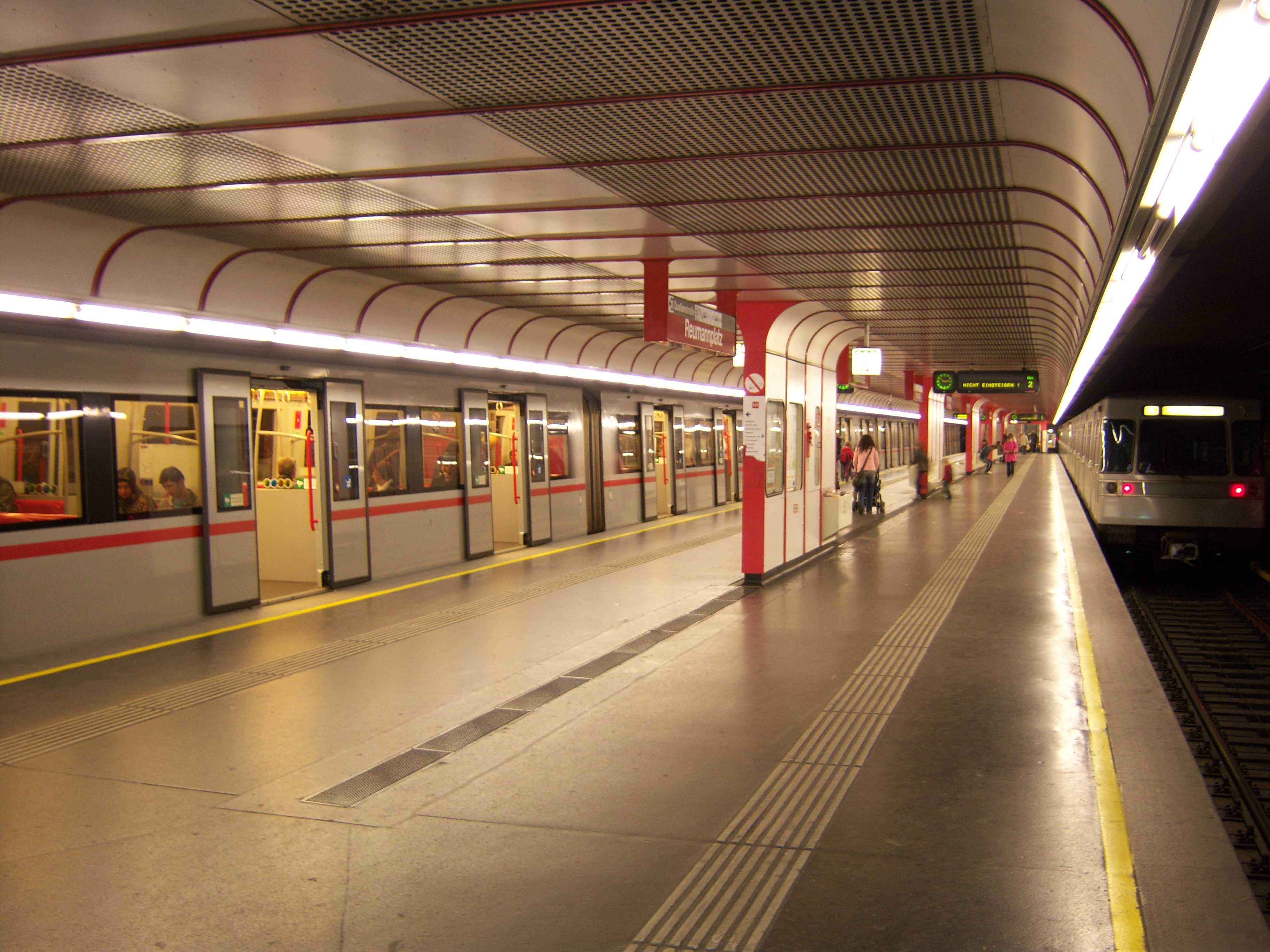
Платформи станції

48°10′30″ пн. ш. 16°22′40″ сх. д. / 48.1749° пн. ш. 16.3779° сх. д.
«Ройманн-плац» (нім. Reumannplatz, в перекладі — площа Ройманна) — станція Віденського метрополітену, розміщена на лінії U1 між станціями «Трост-штрасе» та «Кеплер-плац». Відкрита 25 лютого 1978 року у складі дільниці «Ройманн-плац» — «Карлс-плац». До 2017 року була кінцевою станцією лінії.
Розташована в 10-му районі Відня (Фаворитен), під однойменною площею. Має виходи на площу та на перехрестя вулиць Фаворитен-штрасе і Квелен-штрасе, а також до зупинки трамваїв № 6 та 11.